# Kónéru Hampi
Kónéru Hanpi (telugu: కోనేరు హంపీ, a nemzetközi szakirodalomban Humpy Koneru) (Vidzsajavádá, Ándhra Prades, India, 1987. március 31. –) indiai női sakkozó, nemzetközi nagymester, világbajnoki döntős, Ázsia sakkbajnoka, brit bajnok, India bajnoka, U10, U12, U14 korosztályos ifjúsági világbajnok, U20 korosztályos junior világbajnok, sakkolimpikon.
Polgár Judit után a második női sakkozó volt, aki átlépte a 2600-as Élő-pontszámot. A sakkozók örökranglistáján a harmadik helyen áll 2623 ponttal, amelyet 2009. júliusban ért el. India első női sakkozója, aki nagymesteri (GM) címet szerzett. 2002-ben a sakktörténet legfiatalabb női versenyzőjeként, 15 éves és egy hónapos korában lett nagymester, megdöntve ezzel Polgár Judit 1991-ben felállított rekordját. Ez a rekord 2008-ig volt életben, amikor Hou Ji-fan 14 éves és 6 hónapos korában szerezte meg a címet. 2006. januártól 2011. novemberig a női világranglista 2. helyezettje volt Polgár Judit mögött.

## Élete és sakkpályafutása
Ötéves korában tanult meg sakkozni. Apja Kónéru Asok szintén sakkozó, aki részt vett többek között a 2001. decemberben Budapesten rendezett First Saturday sakkversenyen. Lányának a Champion nevet akarta adni, mert látomása volt, amely szerint egy nap a lánya lesz a sakkvilágbajnok, ezért egy erre a szóra leginkább hasonlító nevet választott.
2014. augusztusban megházasodott, férje Dasari Anvesh.

### Ifjúsági világbajnokságai
1997-ben holtversenyben az 1−2. helyen végzett, és a holtversenyt eldöntő számítás alapján aranyérmet nyert  az U10 korosztályos ifjúsági sakkvilágbajnokságon. 1998-ban ugyanilyen módon ugyancsak aranyérmet szerzett az U12 korosztályos világbajnokságon, majd ebben a korosztályban 1999-ben ezüstérmes lett. 2000-ben az U14 korosztályos ifjúsági sakkvilágbajnokságon ismét aranyérmet szerzett.
2001-ben, 14 évesen megnyerte az U20 korosztályos junior sakkvilágbajnokságot, majd 2002-ben holtversenyben végezve  az 1−2. helyen, ezüstérmes lett. 2003-ban elindult a fiúk között az U16 korosztályos ifjúsági világbajnokságon, és a 7−12. helyen végzett- 2004-ben a fiúk között indult az U20 korosztályos junior sakkvilágbajnokságon és az 5−11. helyet szerezte meg.

### Világbajnoki szereplései
A 2001-es női sakkvilágbajnokságon már részt vehetett volna, de nem élt a lehetőséggel. Először a kieséses rendszerű 2004-es női sakkvilágbajnokságon indult el, és az elődöntőben szenvedett vereséget Jekatyerina Kovalevszkajától.
A 2006-os világbajnokságon már a második körben búcsúzni kényszerült, miután vereséget szenvedett a francia Marie Sebagtól.
A 2008-as világbajnokságon az elődöntőig jutott, ahol a kínai Hou Ji-fan ütötte el a döntőbe jutástól. Ugyanez az eredmény megismétlődött a 2010-es világbajnokságon, amelyen Hou Ji-fan a világbajnoki címet is megszerezte.
A 2009−2011. évi Grand Prix versenysorozaton a 2008-as sakkvilágbajnokságon elért elődöntős helyezése alapján indulhatott. Megnyerte a 2009. márciusban Isztambulban rendezett versenyt, ötödik lett 2010. áprilisban Nalcsikban, harmadik 2010. július−augusztusban Ulánbátorban, majd győzött 2011. február−márciusban Dohában. Ezzel az összesítésben a győzelmet megszerző világbajnok Hou Ji-fan mögött a 2. helyen végzett. A versenykiírás szerint a Grand Prix sorozat győztese mérkőzhetett meg a világbajnoki címért, és mivel Hou Ji-fan volt annak védője, ezért Kónéru Hanpi hívhatta ki párosmérkőzésre.
A 2011. novemberben Albániában rendezett női világbajnoki párosmérkőzést a cím védője, a kínai Hou Ji-fan 5,5−2,5 arányban nyerte, ezzel továbbra is ő maradt a világbajnok.
A 2011−2012. évi Grand Prix versenysorozaton a 2010-es sakkvilágbajnokságon elért eredménye alapján szerzett indulási jogot. Az első versenyen 2011. augusztusban Rosztovban a hatodik helyen végzett, 2012. júniusban Kazánban az első, júliusban Jermukban a 2−4., szeptemberben Ankarában az első helyet szerezte meg, ezzel ismét második lett Hou Ji-fan mögött.
A 2012-es világbajnokságon már a második körben kiesett, miután vereséget szenvedett az ukrán Natalija Zsukovától.
A 2013−2014. évi Grand Prix versenysorozaton Élő-pontszáma alapján indulhatott. Megnyerte a 2013. júliusban Dilijanban, és a szeptemberben Taskentben rendezett versenyt, azonban 2014. júniusban Lopotában és augusztusban Sardzsában csak a 7−9. helyen végzett, ezzel az összesítésben immár harmadszor is Hou Ji-fan mögött a második lett a Grand Prix versenysorozatok történetében.
A 2015-ös sakkvilágbajnokságon a Hou Ji-fan távollétében a legmagasabb Élő-pontszámmal rendelkező versenyzőként indult, és a negyeddöntőben a később világbajnoki címet szerző ukrán Marija Muzicsuk ütötte el a továbbjutástól.
A 2015−2016. évi Grand Prix versenysorozaton Élő-pontszáma alapján indulhatott. 2015-ben Monte-Carlóban holtversenyben 2−3. helyen végzett, 2016. februárban Teheránban hatodik, júliusban Csengtuban holtversenyben 1−2. Az utolsó verseny előtt, amelyen nem vesz részt, az összesítésben az 1. helyen áll.

### Egyéb kiemelkedő versenyeredményei
2000-ben és 2002-ben megnyerte a brit női sakkbajnokságot. 2003-ban Ázsia női sakkbajnoka, és India bajnoka. 2005-ben megnyerte a North Ural Cup versenyt, amelyen a világ 10 legerősebb női játékosa ült asztalhoz.

## Eredményei csapatban
2004-ben és 2006-ban szerepelt India női válogatottjának első tábláján a sakkolimpián.
2011-ben és 2015-ben volt tagja az indiai női válogatottnak az első táblán a sakkcsapat világbajnokságokon, amelyeken csapatban a 4. helyen végeztek, egyéniben a tábláján elért eredmény alapján 2011-ben két arany, 2015-ben bronzérmet szerzett.
2007-től hat alkalommal szerepelt a női Sakkcsapatok Európa Kupájában a CE de Monte Carlo csapatában, ahol csapatban öt arany- és egy ezüstérmet, egyéni teljesítményével öt arany- és egy bronzérmet szerzett.
2006-ban az Ázsia Játékokon India csapatában az első női táblán játszva csapatban és egyéniben is aranyérmet szerzett.
A kínai sakkligában 2008-ban a Hebei city csapatával bronzérmet, 2013-ban a Tianjin city csapatával aranyérmet szerzett.

## Díjai, kitüntetései
- Arjuna Award (2003)
- Padma Shri (2007)